# Andreas von Antropoff
Andreas Von Antropoff (né le 16 août 1878 à Reval, actuelle Tallin, en Estonie alors une partie de l'Empire russe, et décédé le 2 juin 1956 à Bonn, en Allemagne) est un chimiste et un professeur russo-allemand. Il est connu pour avoir inventé le terme de « neutronium » et pour avoir créé un tableau périodique des éléments brièvement utilisé lors de la Seconde Guerre mondiale,. 

## Biographie

### Jeunesse
Il naît dans une famille aisée, son père Roman Von Antropoff est un avocat et possède un manoir, sa mère s'appelle Sophie Emilie Von Antropoff. Andreas a 4 frères et une sœur (Roman Andreas von Antropoff, Elisabeth Molly von Antropoff, Sergei von Antropoff, Nikolai Alexander von Antropoff et Karl Alexander von Antropoff).
De 1889 à 1892, il assiste aux cours de l'école de la cathédrale Sainte-Marie de Tallinn, puis il s'inscrit au collège-lycée de Tallin. Il étudie ensuite ingénierie mécanique de 1897 à 1899 et la chimie de 1899 à 1904 à l'université technique de Riga. Il part ensuite étudier à Heidelberg (Allemagne) en 1904, où il reste jusqu'en 1907 pour devenir docteur en science. De 1907 à 1908, il travaille à l'université de Londres sous les ordres de William Ramsay.

### Carrière
En 1908, il rentre en Russie, et devient assistant à l'université technique de Riga. En 1911, il commence aussi à tenir des conférences sur la chimie des corps inertes. Il devient aussi chef du service des poids et mesures à la Chambre centrale de Saint-Pétersbourg. Il a été arrêté pour des soupçons d'espionnage lié à la Première Guerre mondiale en 1916. Il est emprisonné à Saint-Pétersbourg de juillet 1916 à mars 1917, puis relâché. Il s'engage alors dans l'armée, jusqu'en janvier 1918 où il est arrêté par le Soviet de Saint-Pétersbourg pour des raisons politiques. Il est ensuite nommé en 1918 professeur au collège technique de Karlsruhe, puis il est allé enseigner à Bonn, où il devient le chef du département de Physique-Chimie à partir de 1924. Côté vie privée, il épouse Erika Pauline Alice von Antropoff le 11 décembre 1926. 
National-Socialiste convaincu, il a été le premier à introduire la croix gammée dans son université, dès la prise de pouvoir d'Hitler en 1933. Il prend la tête de l'institut de recherche agricole de Ebstorf. En raison de son passé nazi, il est suspendu de ses fonctions en 1945 et il prend sa retraite en 1948. 

## Tableau périodique d'Antropoff
Il a d'abord publié son tableau périodique dans l'article Eine neue Form des periodischen Systems der Elemente du journal scientifique Zeitschrift für angewandte Chemie. Le tableau est numéroté de 1 (Hydrogène) à 118 (Oganesson), chaque numéro représentant le nombre de protons dans le noyau d'un atome. En plus, il ajoute un nouvel élément, le « neutronium », élément théorique n'étant pas constitué de protons ni d'électrons, mais uniquement de neutrons. Ce tableau fut utilisé rapidement en Allemagne avant 1945, mais son utilisation fut stoppée après la découverte des liens de Andreas avec les autorités nazies. 
Linus Pauling copia son tableau dans son livre Chimie générale sans créditer Von Antroproff, à cause de la disgrâce dans laquelle il se trouvait.